# Чемпіонат України з легкої атлетики в приміщенні 2013
Чемпіонат України з легкої атлетики в приміщенні 2013 серед дорослих був проведений 13-16 лютого в Сумах в манежі Української академії банківської справи. Одночасно визначались чемпіони з багатоборських дисциплін у межах окремого чемпіонату.

## Призери

### Чоловіки
| Дисципліни                | Золото                                                                               | Золото   | Срібло                                                                             | Срібло   | Бронза                                                                     | Бронза   |
| ------------------------- | ------------------------------------------------------------------------------------ | -------- | ---------------------------------------------------------------------------------- | -------- | -------------------------------------------------------------------------- | -------- |
| 60 метрів                 | Сергій Сагуткін Запорізька область                                                   | 6,77     | Ігор Бодров Харківська область                                                     | 6,80     | Юрій Штанов Сумська область                                                | 6,83     |
| 200 метрів                | Віталій Корж Сумська область                                                         | 21,94    | Володимир Супрун Сумська область                                                   | 22,03    | Михайло Книш Вінницька область                                             | 22,09    |
| 400 метрів                | Володимир Бураков Запорізька область                                                 | 46,70    | Віталій Бутрим Сумська область                                                     | 46,85    | Олексій Рємєнь Запорізька область                                          | 47,69    |
| 800 метрів                | Тарас Бибик АР Крим                                                                  | 1.48,93  | Ігор Давидов Київ                                                                  | 1.49,22  | Олександр Осмолович Житомирська область                                    | 1.49,37  |
| 1500 метрів               | Володимир Киц Київська область                                                       | 3.43,87  | Олександр Борисюк Волинська область                                                | 3.44,30  | Станіслав Маслов Київська область                                          | 3.44,39  |
| 3000 метрів               | Олександр Борисюк Волинська область                                                  | 8.04,57  | Іван Стребков Тернопільська область                                                | 8.04,80  | Станіслав Маслов Київська область                                          | 8.05,93  |
| 60 метрів з бар'єрами     | Олексій Касьянов Запорізька область                                                  | 7,85     | Сергій Копанайко Київ                                                              | 7,86     | Артем Шаматрин Дніпропетровська область                                    | 7,97     |
| 3000 метрів з перешкодами | Павло Олійник Чернігівська область                                                   | 8.43,41  | Денис Лепінський Донецька область                                                  | 8.44,27  | Ілля Сухарєв Донецька область                                              | 8.46,55  |
| 4×400 метрів              | Запорізька областьОлексій Рємєнь Володимир Бураков Михайло Яворський Сергій Калмиков | 3.15,88  | Житомирська областьНазарій Дзюбенко Максим Костічев Олександр Осмолович Роман Ярко | 3.16,74  | Вінницька областьМихайло Книш Іван Вітов Микола Огоровий Роман Головащенко | 3.17,25  |
| Ходьба 10000 метрів       | Олександр Венгловський Житомирська область                                           | 40.01,51 | Костянтин Пузанов Закарпатська область                                             | 40.58,22 | Олександр Романенко Вінницька область                                      | 41.05,13 |
| Стрибки у висоту          | Юрій Крімаренко Київ                                                                 | 2,25     | Дмитро Дем'янюк Львівська область                                                  | 2,25     | Віталій Самойленко Херсонська область                                      | 2,25     |
| Стрибки з жердиною        | Олександр Корчмід Київська область                                                   | 5,50     | Іван Єрьомін Дніпропетровська область                                              | 5,40     | Владислав Ревенко Київська область                                         | 5,30     |
| Стрибки у довжину         | Олексій Касьянов Запорізька область                                                  | 7,81     | Артем Шпитько Хмельницька область                                                  | 7,53     | Тарас Поліщук Черкаська область                                            | 7,48     |
| Потрійний стрибок         | Євген Семененко Харківська область                                                   | 16,67    | Віктор Кузнєцов Київська область                                                   | 16,64    | Віктор Ястребов Київська область                                           | 16,61    |
| Штовхання ядра            | Дмитро Савицький Одеська область                                                     | 20,27    | Андрій Семенов Одеська область                                                     | 18,90    | Віктор Самолюк Київська область                                            | 18,22    |
| Семиборство               | Василь Іваницький Львівська область                                                  | 5766     | Сергій Ярохович Дніпропетровська область                                           | 5425     | Олександр Паламарчук Київська область                                      | 5248     |

### Жінки
| Дисципліни                | Золото                                                                         | Золото   | Срібло                                                                            | Срібло   | Бронза                                                                     | Бронза   |
| ------------------------- | ------------------------------------------------------------------------------ | -------- | --------------------------------------------------------------------------------- | -------- | -------------------------------------------------------------------------- | -------- |
| 60 метрів                 | Наталя Погребняк Харківська область                                            | 7,31     | Вікторія Кащеєва Сумська область                                                  | 7,39     | Марія Шмідова Донецька область                                             | 7,42     |
| 200 метрів                | Наталя Погребняк Харківська область                                            | 24,01    | Наталія Строгова Луганська область                                                | 24,07    | Марія Ковальчук Житомирська область                                        | 24,97    |
| 400 метрів                | Ольга Земляк Київ                                                              | 53,57    | Ксенія Карандюк Київська область                                                  | 53,67    | Юлія Краснощок Київ                                                        | 54,13    |
| 800 метрів                | Наталія Лупу Чернівецька область                                               | 2.05,54  | Ольга Ляхова Полтавська область                                                   | 2.05,68  | Анастасія Ткачук Івано-Франківська область                                 | 2.05,83  |
| 1500 метрів               | Наталія Прищепа Рівненська область                                             | 4.28,52  | Марія Шаталова АР Крим                                                            | 4.28,88  | Наталія Батрак Харківська область                                          | 4.31,21  |
| 3000 метрів               | Юлія Кутах Донецька область                                                    | 9.21,18  | Марія Шаталова АР Крим                                                            | 9.32,80  | Олена Сердюк Харківська область                                            | 9.34,24  |
| 60 метрів з бар'єрами     | Анна Плотіцина Харківська область                                              | 8,19     | Ганна Мельниченко Запорізька область                                              | 8,26     | Олена Яновська Вінницька область                                           | 8,35     |
| 3000 метрів з перешкодами | Валентина Жудіна Одеська область                                               | 9.41,12  | Валерія Мара АР Крим                                                              | 10.07,18 | Оксана Райта Львівська область                                             | 10.23,95 |
| 4×400 метрів              | Донецька областьВікторія Ткачук Дарина Приступа Марія Шмідова Вікторія Кащеєва | 3.41,69  | Рівненська областьОльга Земляк Олена Колесніченко Катерина Климюк Наталія Прищепа | 3.42,02  | Київська областьАльона Маротчак Тетяна Шевченко Ксенія Карандюк Юлія Мороз | 3.43,88  |
| Ходьба 5000 метрів        | Інна Кашина Сумська область                                                    | 21.48,28 | Людмила Шелест Сумська область                                                    | 22.01,95 | Галина Яковчук Житомирська область                                         | 22.02,67 |
| Стрибки у висоту          | Олена Холоша Миколаївська область                                              | 1,95     | Ірина Геращенко Київ                                                              | 1,92     | Вікторія Добринська Вінницька область                                      | 1,89     |
| Стрибки з жердиною        | Ксенія Черткошвілі Донецька область                                            | 4,00     | Маргарита Кривко Одеська область                                                  | 3,90     | Катерина Козлова Донецька область                                          | 3,80     |
| Стрибки у довжину         | Вікторія Молчанова Харківська область                                          | 6,34     | Ганна Мельниченко Запорізька область                                              | 6,32     | Анна Венгрус Харківська область                                            | 6,29     |
| Потрійний стрибок         | Руслана Цихоцька Чернівецька область                                           | 13,79    | Наталія Ястребова АР Крим                                                         | 13,38    | Ірина Янченко Черкаська область                                            | 13,38    |
| Штовхання ядра            | Ольга Голодна Київська область                                                 | 17,57    | Галина Облещук Івано-Франківська область                                          | 17,39    | Анна Самолюк Київська область                                              | 15,80    |
| П'ятиборство              | Аліна Фьодорова Київська область                                               | 4622     | Анастасія Мохнюк Київська область                                                 | 4507     | Інна Синиця Полтавська область                                             | 4005     |